# کناو
کناو (به آلمانی: Knau) یک شهر در آلمان است که در زاله-ارلا واقع شده‌است. کناو ۷۱۸ نفر جمعیت دارد.